# AVid*
aVid* ist eine Rockband aus Wesel. Die Band wurde 2005 gegründet.
aVid* spielt stilistisch eine Mischung aus Rock und Pop, welche sie selbst als „popaddicted rockmusic“ bezeichnen. Es sind sowohl harte Gitarren-Riffs als auch ruhige Klavier-Balladen mit viel Gefühl hörbar. Der Name „aVid*“ heißt übersetzt eifrig/passioniert. Die Band entschied sich für den Namen, da er ihre Musik widerspiegelt und zugleich gut klingt.

## Geschichte
Bereits im Jahr der Gründung erfolgte 2005 die Aufnahme in den John Lennon Talent Award, bei dem die Band dann der Gewinner des Publikumspreises wurde. Im Jahr 2007 folgte der Sieg beim Soundwave Finale als Beste Newcomerband 2007. Im Folgejahr 2008 war die Band Headliner der Coke-Soundwave-Discoverytour 2008 quer durch Deutschland inklusive Auftritt beim Rock am Ring und diversen anderen Festivals. Auch die folgende Zeit war von vielen Live-Auftritten geprägt, in denen die Band von ihren Qualitäten überzeugen konnte. Überzeugt war so beispielsweise der amerikanische Produzent Clif Magness, der durch Myspace auf die Band aufmerksam wurde und kurzerhand nach Deutschland flog, um einen Song mit den vier Musikern aufzunehmen.
Im Februar 2010 begannen die Aufnahmen für das Debütalbum der Band. Der Produzent des Albums war Fabio Trentini. Der Erscheinungstag war der 24. September 2010. Das Album trägt den Namen Minor Words & Major Thoughts und enthält zwölf Titel. Unter anderem befindet sich der mit Clif Magness produzierte Song Here I Am auf dem Album, so wie auch der offizielle Titelsong zu den Leichtathletik-Weltmeisterschaften des ZDF Breathing In. Im Anschluss an die Veröffentlichung fand Ende Oktober bis Anfang November eine Deutschland-Tour statt.
Seit November 2011 arbeitet die Band in ihrem eigenen Studio am zweiten Studioalbum. Produziert wird es von dem amerikanischen Produzenten Julian David, der zu diesem Zwecke nach Deutschland kommt. Ein festes Erscheinungsdatum wurde nicht festgelegt, es soll jedoch so schnell wie möglich nach den Aufnahmen erscheinen.
Im März 2012 entschied sich die Band dazu, sich von ihrem Schlagzeuger „Scholle“ zu trennen und von nun an musikalisch getrennte Wege zu gehen. Bis Mitte Juli 2012 spielte die Band bei Live-Auftritten mit Gastmusikern am Schlagzeug, bis sie sich Ende Juli 2012 für Hendrik Lensing als festen Mann am Schlagzeug entschieden. Die Schlagzeug-Begleitungen für das neue Album müssen nun neu aufgenommen werden. Für die Erscheinung des zweiten Albums ist zurzeit Ende 2012 oder Anfang 2013 geplant.
Die Band nahm 2012 an der Castingshow X-Factor teil und erreichte dabei das Jury-Haus. Die Band war also unter den besten sechs Teilnehmern. Ihre bei X-Factor vorgetragene Version vom Britney Spears Song Hit Me Baby One More Time entwickelte sich bei den Zuschauern von X-Factor zu einem Hit.

## Diskografie
- Breathing In – Single (2010; Artist Station Records), ZDF-Titelsong zu den Leichtathletik-Europameisterschaften 2010
- Minor Words & Major Thoughts (2010; Artist Station Records), Debütalbum